# Сызрано-Вяземская железная дорога
Сызрано-Вя́земская желе́зная доро́га — казённое железнодорожное управление в Российской империи, образовано в 1890 году при слиянии выкупленных ранее в казну Моршанско-Сызранской, Ряжско-Моршанской и Ряжско-Вяземской железных дорог. Протяженность линий — 1307 вёрст. Соединяла города Сызрань и Вязьма.

## История
Первый 122-вёрстный участок будущей Сызрано-Вяземской ж. д. — от Ряжска до Моршанска — построен в 1867 году Обществом Ряжско-Моршанской железной дороги.
Ряжско-Вяземская железная дорога открыта в 1874 году. Строилась двумя участками: от Ряжска до Скопина (концессия выдана ком. сов. Варшавскому; открыт в 1870 году) и от Скопина до Вязьмы (концессия выдана обществу Ряжско-Скопинской железной дороги; построен до Павельца в 1872 году).
Концессия на строительство Моршанско-Сызранской железной дороги была выдана на имя одного из учредителей общества Ряжско-Моршанской железной дороги, С. Д. Башмакова. Движение по линии Моршанск — Сызрань открылось в 1874 году.
1 января 1888 году выкуплен в казну Ряжско-Моршанский участок. Моршанско-Сызранский и Ряжско-Вяземский участки выкуплены в казну 1 октября 1889 года. В январе 1890 года все три участка объединены в Сызрано-Вяземскую железную дорогу.
В мае 1918 года дорога была передана в ведение НКПС и впоследствии расформирована.
По состоянию на 2006 год основные линии дороги входят в состав Куйбышевской и Московской железных дорог.

## Основные линии

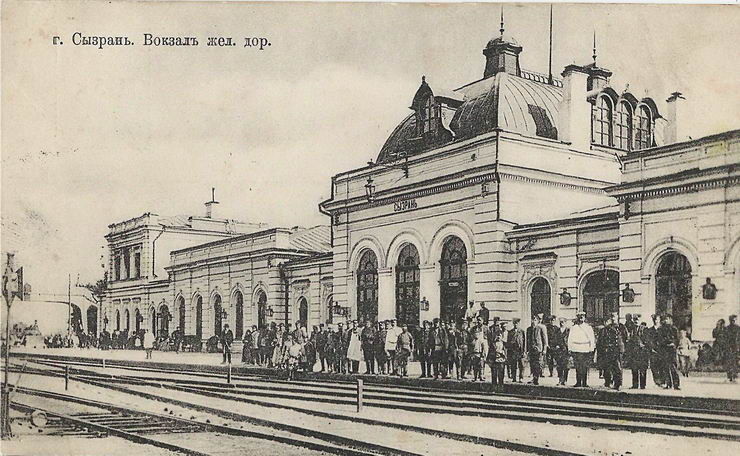
Вокзал ст. Сызрань

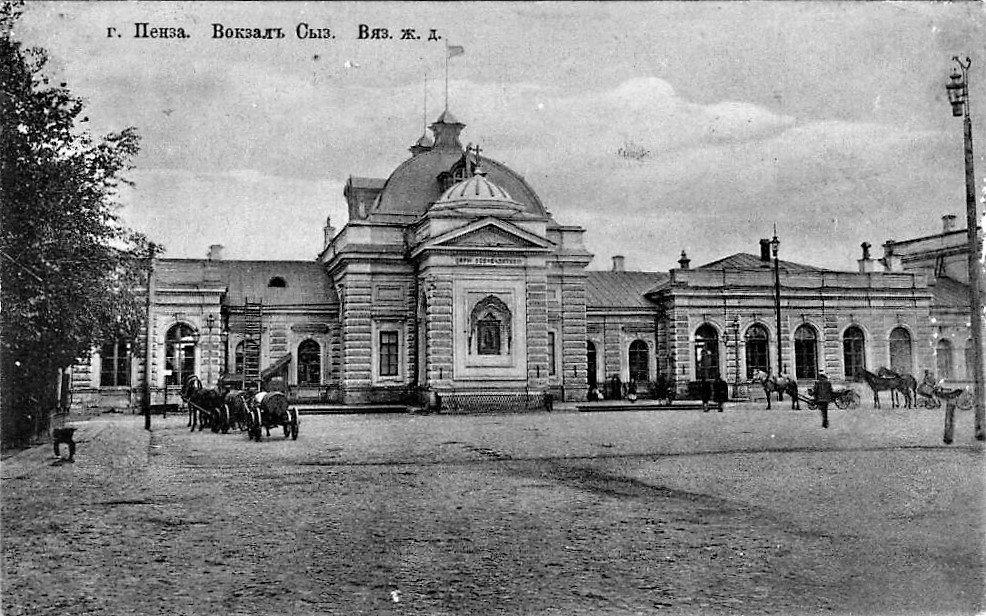
Вокзал ст. Пенза

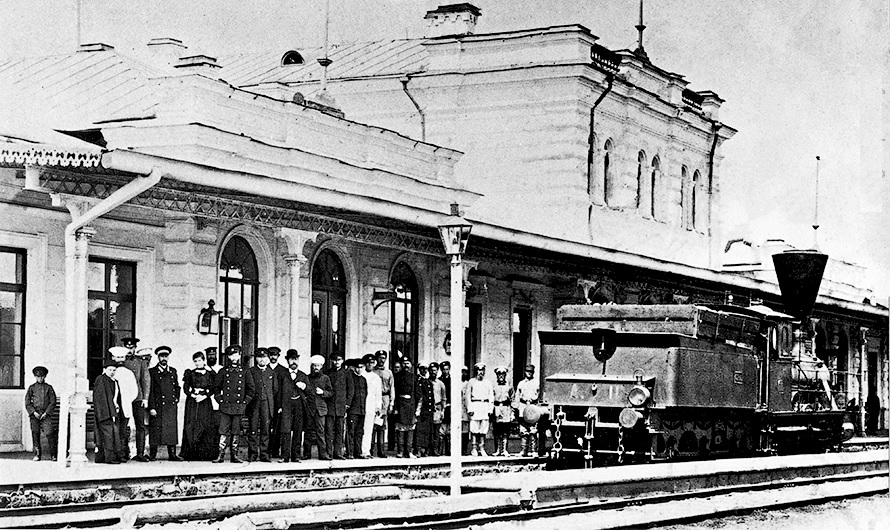
Вокзал ст. Калуга

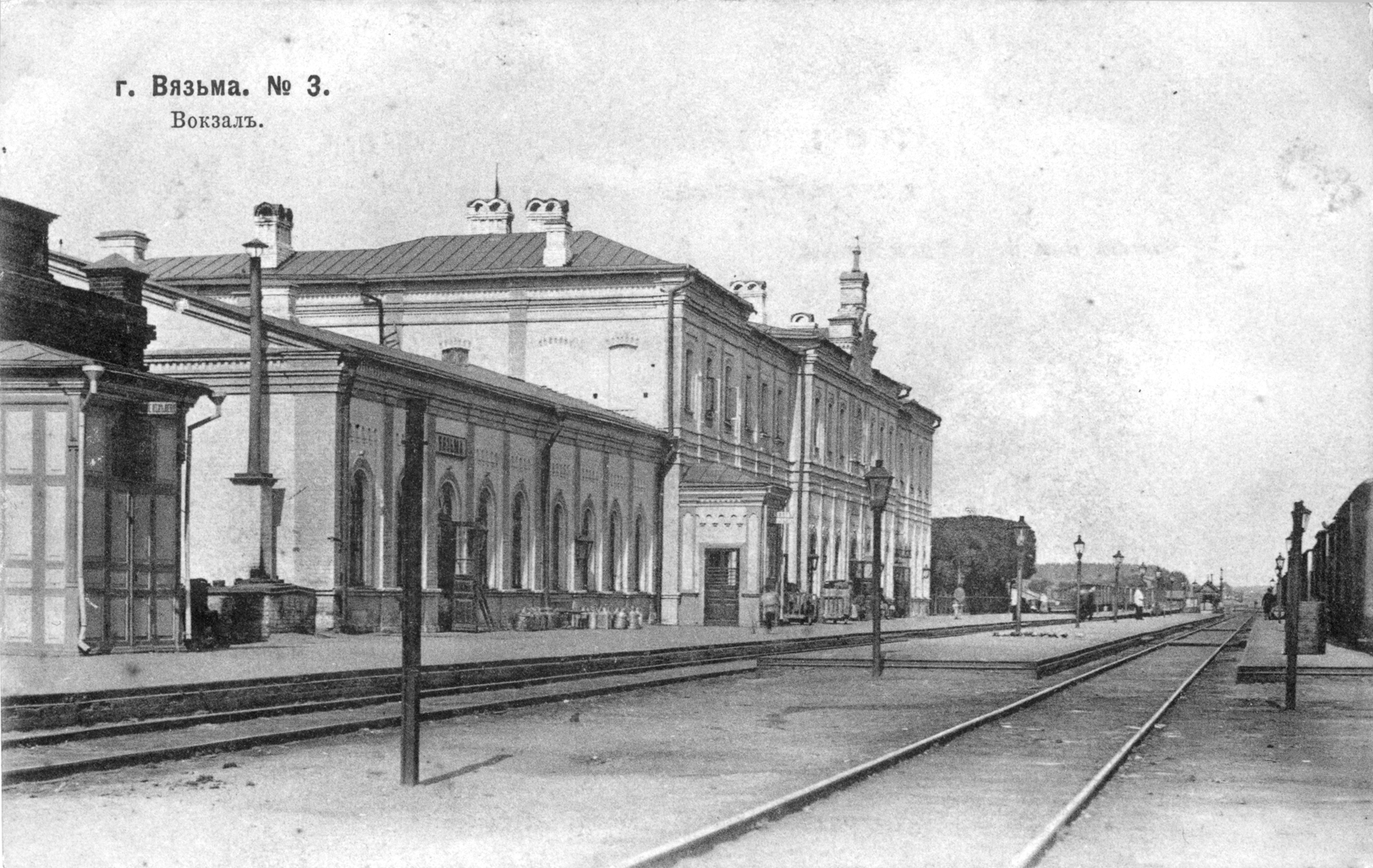
Вокзал ст. Вязьма

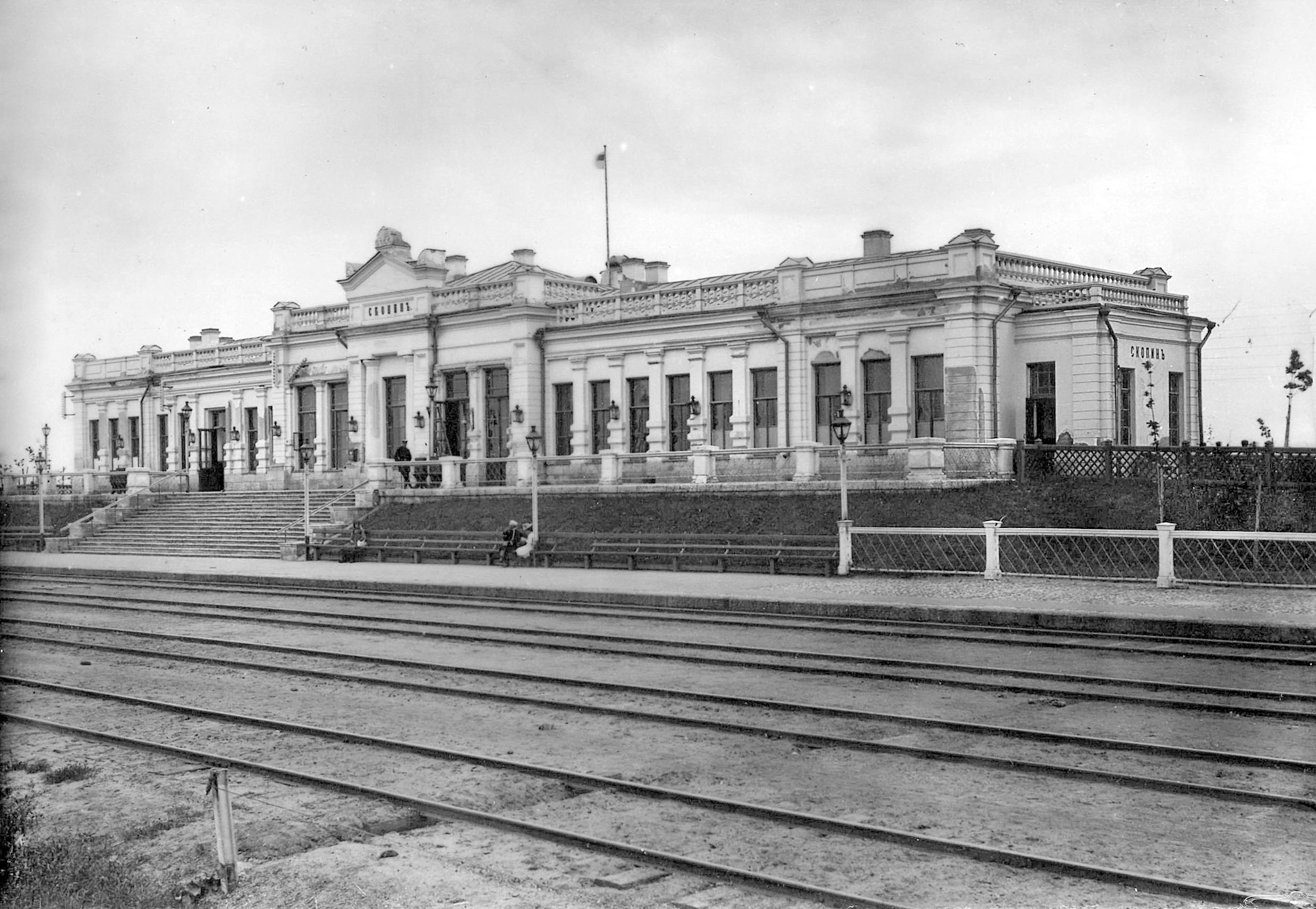
Вокзал ст. Скопин

Дорога проходила от Вязьмы до Сызрани по территории Смоленской, Калужской, Тульской, Рязанской, Орловской, Тамбовской, Пензенской, Симбирской и Саратовской губерний. Находилась в ведении МПС, управление дороги было расположено в Калуге. Протяжённость дороги на 1913 год — 1393,9 км, в том числе 101,7 км составляли двухпутные участки.
Основные линии дороги:
- Ряжск — Моршанск (1867 г.)
- Ряжск — Скопин (1870 г.),
- Скопин — Павелец (1872 г.);
- Павелец — Узловая — Тула-Вяземская — Алексин — Калуга — Вязьма (1874 г.)
- Моршанск — Вернадовка — Пенза — Сызрань (1874 г.)
- Узловая — Венёв — Ефремов — Елец (1874 г.);
- Сызрань — Батраки (1877 г.),
- Вернадовка — Земетчино (1893 г.).

Между станциями Батраки и Обшаровка в 1880 году по проекту Н. А. Белелюбского, построен Александровский мост через Волгу, ставший крупнейшим в Европе.

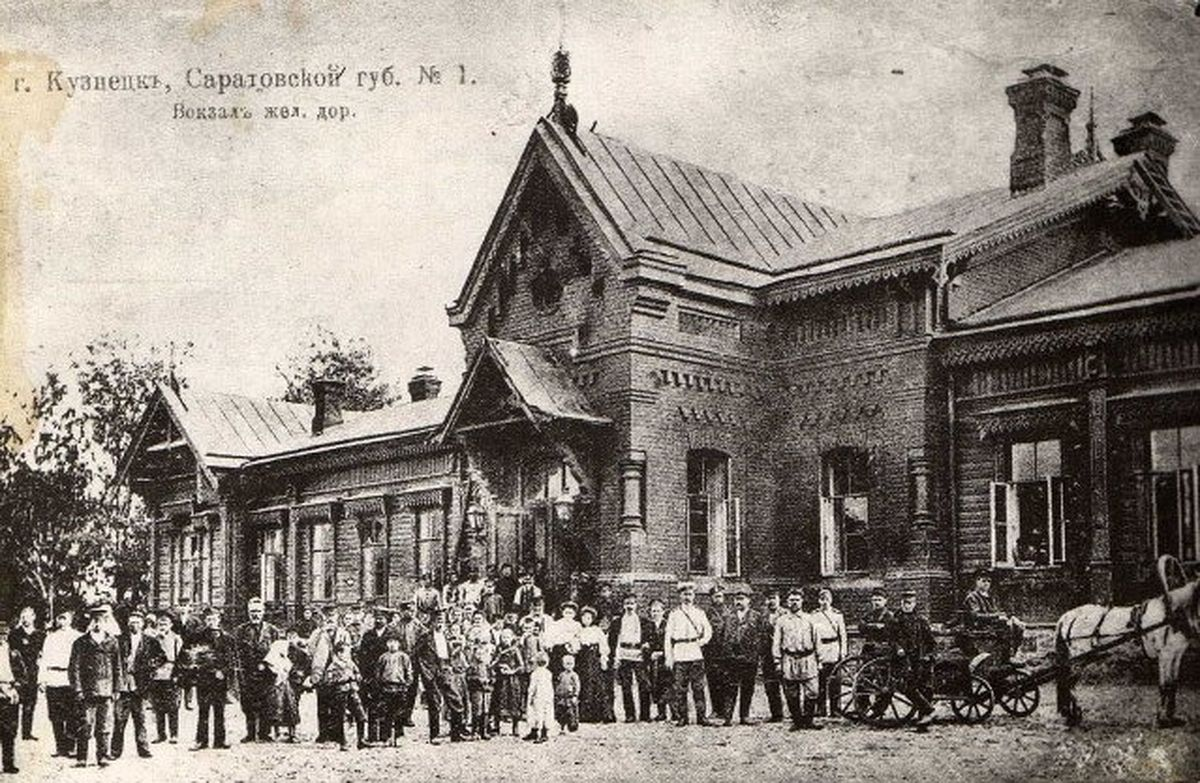
Вокзал ст. Кузнецк

Дорога граничила с Рязано-Уральской, Самаро-Златоустовской железными дорогами.

## Учреждения и подразделения, имущество
Дорога имела в своем распоряжении 504 паровоза, 669 пассажирских и 11086 товарных вагонов. Для обслуживания и ремонта подвижного состава были построены железнодорожные мастерские в Пензе, Калуге (Главные железнодорожные мастерские), Моршанске.
Железнодорожное начальное училище в Калуге (открыто в 1893 г.).